# Garung (Sambeng)
Garung is een bestuurslaag in het regentschap Lamongan van de provincie Oost-Java, Indonesië. Garung telt 1962 inwoners (volkstelling 2010).